# 太田尚樹
太田 尚樹（おおた なおき、1941年 - ）は、日本の歴史学者（特にスペイン史学）、東海大学名誉教授。

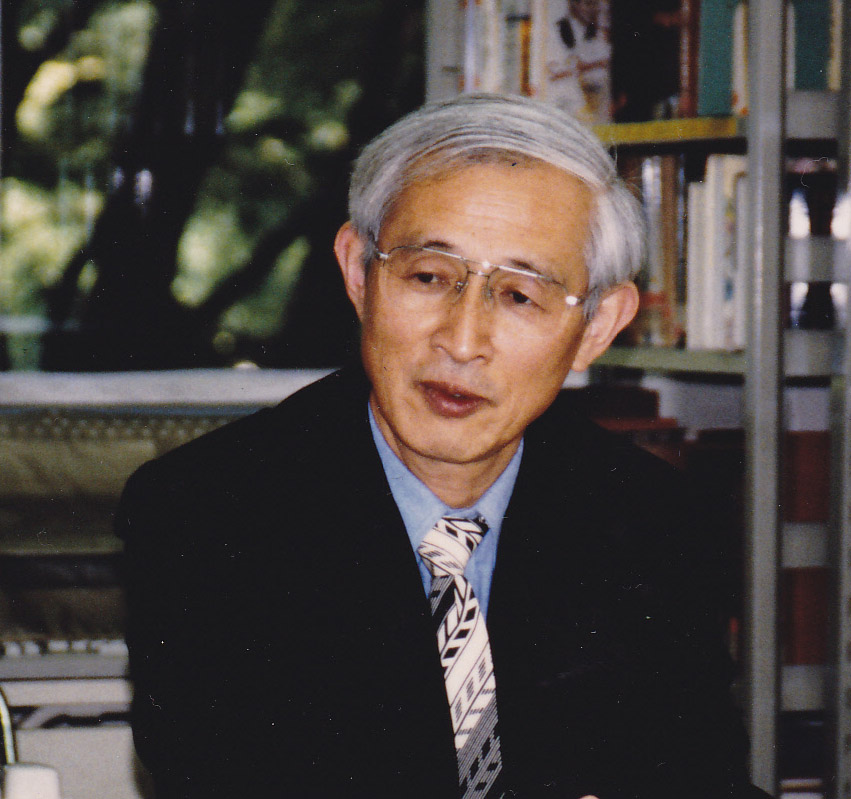
太田尚樹

東京出身。戦争のため神奈川県に疎開し、そこで育つ。東京水産大学卒業、渡米し米国サンフランシスコ大学、カリフォルニア大学バークレー校、スペインのマドリード大学に留学。1983年東海大助教授、のち教授、2007年定年退任、名誉教授。青山学院大学講師。
専門は南欧文明史であったが、近年は昭和の日本史をテーマとするノンフィクションの分野における活動が続いている。スペイン史学会およびスペイン中近世史研究会会員。

## 著作
- 『スペインは太陽の香り－食風土と人々と』（家の光協会、1992年）
- 『パエリャの故郷バレンシア スペイン グルメ紀行』（中公文庫 上下、1996年）。写真も
- 『アンダルシア パラドールの旅－スペインの古城に泊まる』（中公文庫、1997年）
- 『ヨーロッパに消えたサムライたち』（角川書店、1999年／ちくま文庫、2007年）
- 『死は易きことなり－陸軍大将山下奉文の決断』（講談社、2005年）
  - 『『陸軍大将山下奉文の決断　国民的英雄から戦犯刑死まで揺らぐことなき統率力』（光人社NF文庫、2015年）
- 『満州裏史－甘粕正彦と岸信介が背負ったもの』（講談社、2005年／講談社文庫、2011年）
- 『赤い諜報員ゾルゲ、尾崎秀実、そしてスメドレー』（講談社、2007年）
- 『伝説の日中文化サロン 上海・内山書店』（平凡社新書、2008年）
- 『明治のサムライ-「武士道」新渡戸稲造、軍部とたたかう』 （文藝春秋〈文春新書〉、2008年）
- 『愛新覚羅王女の悲劇　川島芳子の謎』（講談社　2009年）
- 『天皇と特攻隊』（講談社、2009年／光人社NF文庫、2015年）
- 『岩崎弥太郎伝 土佐の悪太郎と明治維新』 （角川学芸出版、2010年）
- 『日本人と中国人はなぜ水と油なのか』 （ベストセラーズ・ベスト新書、2011年）
- 『東条英機 阿片の闇 満州の夢』（角川学芸出版、2009年／角川ソフィア文庫、2012年）
- 『駐日米国大使 ジョセフ・グルーの昭和史』（PHP研究所、2013年）
- 『支倉常長遣欧使節 もうひとつの遺産―その旅路と日本姓スペイン人たち』（山川出版社、2013年）
- 『コルドバ歳時記への旅　暦の知恵と生きる悠久のアンダルシア』（東海教育研究所、2014年）。写真も
- 『昭和史の現場　東京をめぐる新たなる謎の発見』（青春出版社・青春文庫、2015年）
- 『東京裁判の大罪』（ベストセラーズ・ベスト新書、2015年）
- 『満州と岸信介　巨魁を生んだ幻の帝国』（角川書店、2015年）
- 『尾崎秀実とゾルゲ事件　近衛文麿の影で暗躍した男』（吉川弘文館、2016年）
- 『定年後の楽園の見つけ方　海外移住成功のヒント』新潮新書、2017年
- 『乱世を生き抜いた知恵　岸信介、甘粕正彦、田中角栄』ベストセラーズ・ベスト新書、2018年
- 『世紀の愚行　太平洋戦争・日米開戦前夜　日本外交失敗の本質　リットン報告書からハル・ノートへ』講談社文庫、2020年
- 『アンダルシアの洞窟暮らし　「もたない」「ゆったり」「自由」が満たされる世界』青春出版社、2021年
- 『南洋の日本人町』平凡社新書、2022年

## 翻訳
- アントニオ・ミゲル・ベルナル『ラティフンディオの経済と歴史』（食料・農業政策研究センター、1993年）